# Tjukalinsk
Tjukalinsk (russisch Тюка́линск) ist eine Stadt in der westsibirischen Oblast Omsk (Russland) mit 11.275 Einwohnern (Stand 14. Oktober 2010).

## Geographie
Die Stadt liegt im Süden des Westsibirischen Tieflands, in der Ebene zwischen Ischim und Irtysch, etwa 140 km nordwestlich der Oblasthauptstadt Omsk. Durch die Stadt fließt die Tjukalka, ein Quellfluss des linken Irtysch-Nebenflusses Oscha.
Die Stadt Tjukalinsk ist der Oblast administrativ direkt unterstellt und zugleich Verwaltungszentrum des gleichnamigen Rajons.

## Geschichte
1759 entstand an Stelle der heutigen Stadt am damaligen Sibirischen Traktes eine Poststation, benannt nach dem Flüsschen, ab 1763 Tjukalinskaja sloboda.
1823 wurde erstmals das Stadtrecht als Tjukalinsk verliehen, aber 1838 wieder entzogen. Ab 1878 war Tjukalinsk erneut Stadt und Verwaltungszentrum eines Kreises (Ujesds) des damaligen Gouvernements Tobolsk.
Neben der Landwirtschaft waren auch der Transport entlang des Traktes und regionaler Handel Einkommensquellen der Bevölkerung. Mit Eröffnung des Westabschnittes der Transsibirischen Eisenbahn Tscheljabinsk–Omsk 1896 und endgültig nach dem Bau des Verbindungsstücks der Nordroute Tjumen–Omsk bis 1913, die beide Tjukalinsk weiträumig südlich umgingen, verlor die Stadt diese Bedeutung.

### Bevölkerungsentwicklung
| Jahr | Einwohner |
| ---- | --------- |
| 1897 | 4.018     |
| 1926 | 4.200     |
| 1939 | 6.628     |
| 1959 | 10.197    |
| 1970 | 10.385    |
| 1979 | 11.480    |
| 1989 | 12.191    |
| 2002 | 12.007    |
| 2010 | 11.275    |

Anmerkung: Volkszählungsdaten (1926 gerundet)

## Kultur und Sehenswürdigkeiten
In der Stadt gibt es ein Heimatmuseum.

## Wirtschaft und Infrastruktur
In Tjukalinsk gibt es Betriebe der Lebensmittelindustrie und der Holzwirtschaft.
Die nächstgelegene Eisenbahnstation befindet sich knapp 80 Kilometer südwestlich in Nasywajewsk an der Transsibirischen Eisenbahn, wohin eine Straße führt. Die Fernstraße R402 Tjumen – Ischim – Omsk, die auf weiten Strecken dem ehemaligen Sibirischen Trakt folgt, umgeht die Stadt nordöstlich.

## Söhne und Töchter der Stadt
- Wladimir Petrowitsch Smortschkow (* 1980), Gewichtheber